# Aksel Møllers Have
Aksel Møllers Have er en vej og en park, som ligger ud til Godthåbsvej på Frederiksberg.
Vejen og parken hed oprindeligt Godthåbs Have fra 1943, men blev 15. november 1965 opkaldt efter den tidligere borgmester på Frederiksberg Aksel Møller (K). Den røde beboelsesejendom vest for parken har bevaret navnet Godthåbs Have. Mellem 1918 og 1943 gik en del af parken under navnet Yrsa Plads efter den nærliggende Yrsavej. Navnet Yrsa Plads har siden 2016 været brugt om pladsen mellem Dybbølsgade, Skelbækgade, Ingerslevsgade og Dybbølsbro.
Boligejendommen, der bærer navnet Godthåbs Have, var Danmarks første højhus. Bygningen rummer 333 boliger og en række erhvervslejemål og er opført i syv etager med et midterparti i 10 etager, beliggende Aksel Møllers Have 2-32, Godthåbsvej 35-41 og Bjarkesvej 6. Bygningen er opført 1946 for Harald Simonsen ved arkitekt Sigurd Tanggaard og blev præmieret af Frederiksberg Kommune i 1947.
Byggeriet af en metrostation, Aksel Møllers Have Station, som ligger ved Aksel Møllers Have, begyndte medio 2010, og stationen stod færdig i 2019.
Movias buslinje 2A har stoppested ved Aksel Møllers Have på Godthåbsvej. Linje 74 holdt oprindelig på Helgesvej på den modsatte side af parken, men stoppestedet flyttede hen, hvor 2A holder, og fra 29. juni 2025 bliver det linje 71, der kører den vej.
På samme areal lå tidligere De Classenske Boliger, der blev nedrevet over flere omgange frem til 1959. Området benævnes i dag Svømmehalskvarteret.

## Skulptur
Ud mod Godthåbsvej står en moderne skulptur udført af Søren Georg Jensen.